# 小行星1856
小行星1856（1856 Ruzena）是一颗围绕太阳公转的小行星。1969年10月8日，柳德米拉·切爾尼赫在克里米亚发现了此天体。
該小行星以克萊季天文台的工作人員魯日娜·彼得羅維科娃（Růžena Petrovičová）命名。
这颗小行星的绝对星等为55.29882等。